# Promina (bergskedja)
Promina är en bergskedja i Kroatien. Den ligger i den södra delen av landet, 210 km söder om huvudstaden Zagreb.
Promina sträcker sig 14,1 km i nord-sydlig riktning. Den högsta punkten är 1 137 meter över havet.
Topografiskt ingår följande toppar i Promina:
- Mala Promina
- Velika Promina